# Kanton Nordhausen
Der Kanton Nordhausen war eine Verwaltungseinheit im Distrikt Nordhausen des Departements des Harzes im napoleonischen Königreich Westphalen. Hauptort des Kantons und Sitz des Friedensgerichtes war die Stadt Nordhausen im heutigen thüringischen Landkreis Nordhausen. Das Gebiet des Kantons umfasste fünf Orte im heutigen Freistaat Thüringen und einen Ort (Bösenrode) im heutigen Land Sachsen-Anhalt.
Zum Kanton gehörten die Ortschaften:

- Nordhausen mit dem Vorwerk Himmelgarten
- Bösenrode
- Crimderode
- Leimbach
- Urbach mit Vorwerk Rodeberg[1]